# Cseh Ignác
Szentkatolnai Cseh Ignác (1781 – Paks, 1830. január 8.) Tolna vármegyei alispán, költő.

## Élete
Cseh László alispán és Becsky Franciska (Fáni) fia volt.  A Pesti Egyetemen végezte tanulmányait; 1804-ben Tolna vármegyében tiszteletbeli aljegyző, 1813. április 29-étől főbiró, 1818-ban főjegyző és 1827. október 22-én második alispán lett. 1816. augusztus 30-án a nagy záporeső okozta pusztítás alkalmával Pakson számtalan út tönkrement. Cseh Ignác főbírő közbenjárásra a szükséges kőanyagot Mórágyról meghozatta és a helyreállításról is intézkedett.

## Munkái
- Kézirati munkája: Salutatio ad archiducem palatinum Josephum. Bölcske, 1820. (Latin óda az Országos Széchényi Könyvtár kézirattárában.)